# Schloss Daubitz

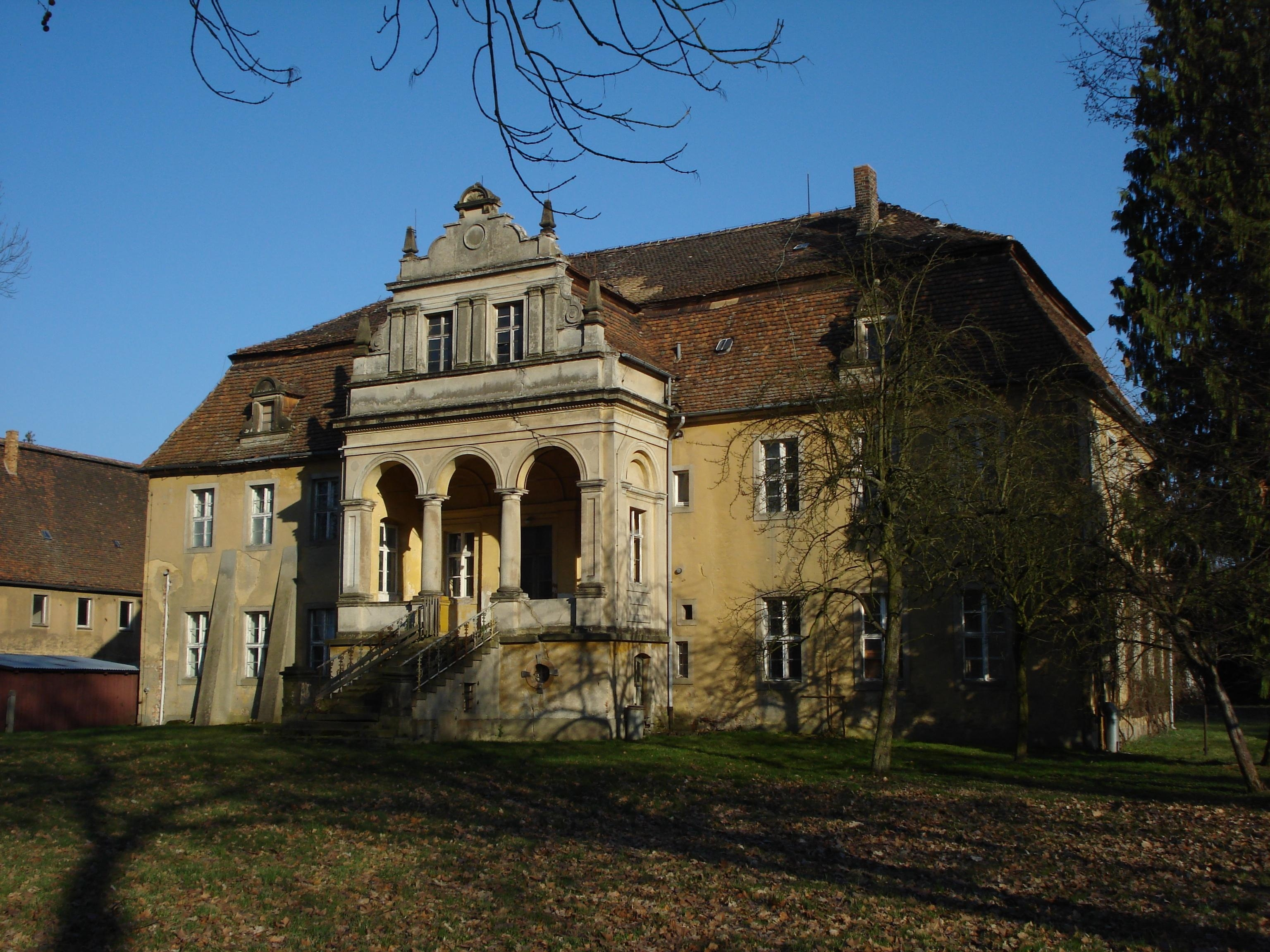
Parkseite von Schloss Daubitz

Schloss Daubitz, obersorbisch Dubčanski hród, ist ein barockes Landschloss der nördlichen Oberlausitz und befindet sich im gleichnamigen Dorf Daubitz. Das Bauwerk bildet das Zentrum einer Rittergutsanlage, deren Besonderheit in der bis in die Gegenwart nahezu ungestört erhalten gebliebenen Einheit von Gutshof, Schloss und Schlosspark besteht.

## Lage
Das Rittergut, dessen Bestandteil das Barockschloss ist, liegt am Weißen Schöps und bildet das westliche Ende des Straßenanger- und Kirchdorfes Daubitz in der Gemeinde Rietschen (Landkreis Görlitz). Naturräumlich und landschaftsgeographisch liegt es damit in der Oberlausitzer Heide- und Teichlandschaft. Wiederum westlich des Rittergutes erstreckt sich bis an die Gemarkungsgrenze von Neuhammer der im englischen Stil und als Reminiszenz an den, einige Kilometer nördlich gelegenen Fürst-Pückler-Park Bad Muskau, angelegte Schlosspark.

## Geschichte
Das Rittergut entstand während der Deutschen Ostsiedlung in der ersten Hälfte des 13. Jahrhunderts als Sitz einer zahlreiche Ortschaften umfassenden mittelalterlichen Herrschaft. Die Lage in einer sumpfigen Niederung am Weißen Schöps begünstigte die Anlage eines Wasserschlosses. Für das Jahr 1381 lässt sich erstmals urkundlich in Daubitz ein Mitglied des Adelsgeschlechtes von Rackel nachweisen, das fortan bis 1666 Besitzer der Gutsherrschaft bleiben sollte. Die von Rackel ließen um die Wende vom 14. zum 15. Jahrhundert westlich des Rittergutes in nur circa einem Kilometer Entfernung ein Hammerwerk anlegen, aus dem der Ort Neuhammer hervorging.

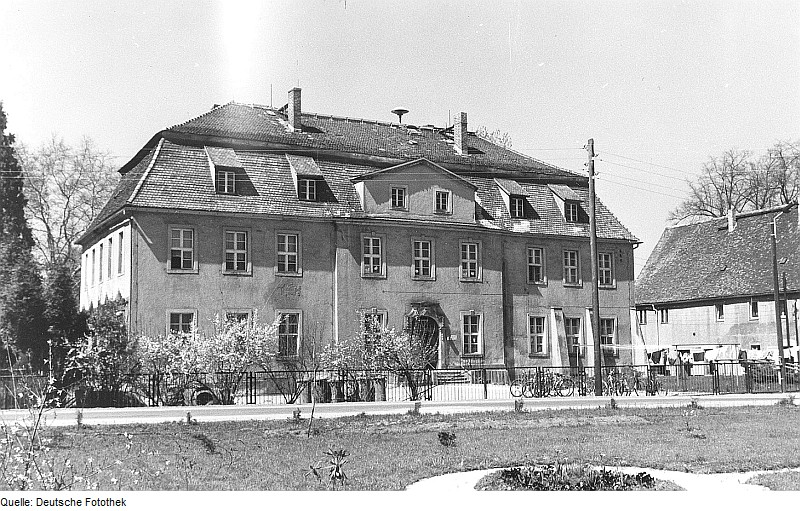
Schloss Daubitz 1986

Die Gutsherrschaft Daubitz, inzwischen durch Erbteilung und Auskaufung deutlich minimiert, ging nach dem Abgang der Familie von Rackel in den Besitz derer von Pentzig über. Diesen folgte in der ersten Hälfte des 18. Jahrhunderts die Familie von Ziegler und Klipphausen, welche das Rittergut 1783 schließlich an die Familie von Roeder verkauften. Friedrich Wilhelm Heinrich von Roeder auf Daubitz wurde 1816 der erste Landrat des neugebildeten Kreises Rothenburg im Preußischen Markgraftum Oberlausitz. Auf von Roeder folgten nun bürgerliche Besitzer des Gutes, unter denen die Familie Böttcher und der Kommerzienrat Christian Friedrich Roscher zu nennen sind. Letzterer ließ zwischen 1875 und 1895 den Daubitzer Schlosspark in Anlehnung an den Fürst-Pückler-Park Bad Muskau anlegen. Im Jahr 1895 kaufte schließlich der Görlitzer Magistrat das Rittergut und stellte es nach anfänglicher Verpachtung als Erholungsheim für Görlitzer Kinder zur Verfügung. Darüber hinaus nutzte man zwischen 1911 und 1916 den Speisesaal des Schlosses zur Abhaltung der sonntäglichen Gottesdienste, da in dieser Zeit die alte Daubitzer Kirche wegen Baufälligkeit durch die heutige St.-Georgs-Kirche ersetzt werden musste. Nach dem Zweiten Weltkrieg richtete man im Schloss ein Kinderheim ein, aus dem später die „Staatliche Kinderkombination Daubitz“ hervorging. In den Wirtschaftsgebäuden wurden Privatwohnungen eingerichtet. Nach dem Ende der DDR erhielt das Schloss noch kurze Zeit eine Nutzung als Interimsheimstatt des Evangelischen Kindergartens Daubitz, während der denkmalschutzgerechten Sanierung der Alten Schule, dem eigentlichen Haupthaus der Einrichtung. Seit dem Jahr 1993 steht das Schloss Daubitz leer und ging inzwischen aus Gemeindebesitz an wechselnde Privateigentümer über.

## Die Anlage

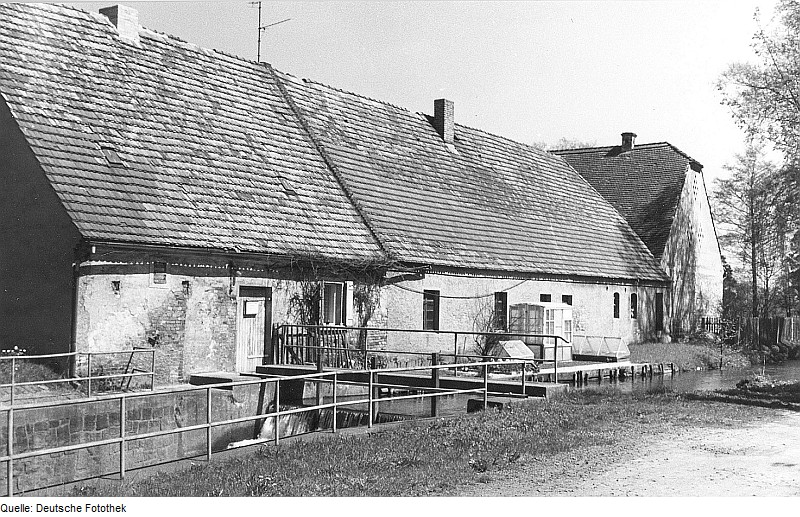
Die ehemalige Mühle des Rittergutes im Jahr 1986

Rittergut und Park werden flankiert vom Weißen Schöps und vom Vorderen Graben, welche durch einen weiteren Graben an der Ostseite des Hofes verbunden sind. Letzterer ging möglicherweise aus einem Wehrgraben der Wasserburg hervor und wurde später zur Regulierung der Wasserzufuhr für die unterschlächtige Getreide- und Ölmühle genutzt. Diese bildete einen Bestandteil des südlichen Wirtschaftsgebäudes und besitzt gegenwärtig kein Mühlrad und Mahlwerk mehr. Auf der gegenüberliegenden nördlichen Hofseite befindet sich ein circa Einhundert Meter langes Wirtschaftsgebäude, dass aufgrund seiner straßenseitigen Lage gleichzeitig das Torhaus des Rittergutes bildet. Dieses Gebäude beherbergte Viehställe, eine Brauerei und eine Destille – späterhin eine Gastwirtschaft und gegenwärtig Mietwohnungen. Die östliche Hofseite setzte sich aus einem Stallgebäude, dem mittleren Inspektorenhaus und einer nicht mehr vorhandenen Großscheune zusammen. In den noch vorhandenen Abschnitten dieser Gebäudeeinheit befinden sich nunmehr ebenfalls Mietwohnungen.
Diesem gegenüber – parkseitig – befindet sich nun das eigentliche Barockschloss. Der zweigeschossige Bau auf einfachen Rechteckgrundriss mit neun hofseitigen Fensterachsen und einem, durch wenige Schleppgauben gegliederten Mansardwalmdach wurde im Jahr 1720 auf den Kellermauern des Vorgängerbaus errichtet. Die barocken Wappenkartuschen mit der Adelskrone am Hauptportal erinnern an das Bauherrenpaar. Dieses waren der königlich-polnische und kurfürstlich-sächsische Kammer- und Jagdjunker Christian August von Ziegler und Klipphausen (1692–1750) sowie seine Frau Johanna Charlotte Tugendreich, geb. von Pentzig (1693–1762). Sie hatte als einzige Erbin ihres Vaters das Rittergut Daubitz nebst dem Zubehör Neuhammer mit in die Ehe gebracht. Das Schloss Daubitz ist im Wesentlichen in seiner barocken architektonischen Gestalt erhalten. Einzig einen reichen, um einen Giebelaufbau und eine Freitreppe erweiterten Altan in Neorenaissanceformen ließ Christian Friedrich Roscher im Zuge der Anlage des Schlossparkes auf der Westseite ergänzen. Die hofseitige Fassade erscheint heut äußerst schlicht. Lediglich die drei mittleren Fensterachsen treten leicht als Mittelrisalit hervor. Ein etwas schmaleres Zwerchhaus schließt diesen oben ab. Im Inneren des Schlosses haben die Um- und Einbauten während der Nutzung als Kinderheim der Gesamtwirkung des Gebäudes sehr geschadet. Dennoch lässt sich die barocke Raumaufteilung noch immer gut erkennen. Im Erdgeschoss befindet sich die Eingangshalle, hofseitig-links flankiert vom großen Speisesaal mit einem weiteren Salon und Sanitärräumen. Auf der gegenüberliegenden Seite befanden sich die Küche sowie weitere Nebenräume. Ebenfalls im Erdgeschoss finden sich die Zugänge zu drei separaten Kellern, welche wiederum in verschiedene Räume aufgeteilt sind. Von der Eingangshalle aus führt zentral die dreiläufige Treppe mit Halbpodest in die obere Etage. Vom Podest aus ist der Zugang über den Altan und die Freitreppe in den Park möglich. Von den Treppenarmen aus betritt man im Obergeschoss zunächst den langgestreckten schmalen Flur. Von diesem gelangt man in drei hofseitig gelegene Räume, welche zusammen mit den ebenfalls hofseitigen Eckzimmern eine Enfilade bilden. Von diesen Eckzimmern besitzt das nördliche die reichste Stuckdecke des Schlosses. Ob diesem Raum eine herausgehobene repräsentative Funktion zukam und wenn ja, welche, kann anhand des gegenwärtigen Kenntnisstands nicht entschieden werden. Die Stuckprofile in den anderen Räumen erscheinen dagegen deutlich reduzierter. Auch im Obergeschoss befand sich, hier im nordwestlichen Teil, ein saalartiger Raum. Dieser wurde jedoch durch eine nachträglich eingezogene Wand in zwei separate Zimmer aufgeteilt. Mit Hilfe der, diesen Zimmern benachbarten kleinen Treppe gelangt man auf den dreietagigen Dachboden, welcher wenige schlichte Kammereinbauten enthält. Diese dienten möglicherweise als Lagerräume oder als Unterkunft des Hauspersonals.
Alle Gebäude des ehemaligen Rittergutes Daubitz einschließlich des Schlosses befinden sich gegenwärtig in einem stark sanierungsbedürftigen Zustand.

## Der Schlosspark
Noch auf einer alten Wertschätzungskarte aus dem Jahr 1885 ist südwestlich des Schlosses ein kleiner gartenartiger Park in barocker Gliederung zu erkennen. Dieser scheint jedoch im Zuge der Anlage des englischen Parks endgültig verschwunden zu sein. An der benannten Stelle lagen später die inzwischen wieder entfernten Kleingartensparten der Mieter in den ehemaligen Wirtschaftsgebäuden.
Der langgestreckte, gegenwärtig verwilderte Schlosspark schließt westlich an den Rittergutshof an. Zwischen beiden Einheiten vermittelt das Schloss durch seine entsprechende Fassadengestaltung. Zwischen 1875 und 1895 ließ der letzte private Besitzer des Rittergutes Christian Friedrich Roscher den Park im englischen Stil anlegen. Er orientierte sich hierzu bewusst am nur wenige Kilometer entfernt gelegenen Fürst-Pückler-Park Bad Muskau. Zu diesem Zweck ließ er den zuvor im Unterlauf noch immer gewundenen Bachlauf des Vorderen Grabens begradigen und dem Verlauf der Verbindungsstraße Rietschen-Daubitz anpassen. Weißer Schöps und Vorderer Graben vereinen sich in circa 800 Metern Entfernung vom Rittergutshof an der Flurgrenze zu Neuhammer und definieren so die Gesamtlänge des Parkes. Auf dem so neu abgesteckten Gelände, von bis zu 200 Metern Breite wurden nun die ehemaligen Äcker zur zentralen großen Parkwiese zusammengelegt und dem Verlauf des Weißen Schöps und des Vorderen Grabens folgend, jeweils ein zwischen zehn und vierzig Meter breiter Waldstreifen gepflanzt, welche so die Parkwiese einschließen. Die Waldstreifen werden wiesenseitig gegliedert durch mehrere Einbuchtungen, die in Richtung Westen, zur Spitze zulaufend, immer schwächer werden. Dadurch wird die Parkwiese optisch verlängert. Durch die Form des Parks entsteht eine zentrale Sichtachse vom Schloss bis an das spitz zulaufende Ende der Schlosswiese. Diese Linie verlängert jedoch nicht die Symmetrieachse des Schlosses, sondern weicht um etwa 15 Grad von ihr ab. Der Park wird erschlossen durch einen umlaufenden Weg innerhalb der Waldstreifen. Von diesem Weg aus bilden sich durch die Einbuchtungen der Waldstreifen im Verlauf immer neue Sichtbeziehungen auf die Parkwiese. Die Anlage kommt mit nur sehr wenigen Gestaltungselementen aus. Einzig eine Bauminsel am Rand der Parkwiese, etwa auf halber Höhe der Sichtachse scheint sich dem strengen System zu widersetzen.
Nicht allein die Formgebung bestimmt die Wirkung des Parks, sondern auch die verwendeten Baumarten, unter denen sich auch zahlreiche seltene befinden. Die Bepflanzung des Waldstreifens lässt so unterschiedliche Räume entstehen. So wechselt sich beispielsweise ein hoher Buchenwald mit einem Korridor von mächtigen Eichen und verschiedenen Mischwaldzonen ab.
Nach der Auflösung des Rittergutes erfuhr der Park verschiedene Fremdnutzungen. So diente er als Sportplatz oder als Festwiese. Zu letzterem Zweck wurde in den 1970er Jahren am südöstlichen Rand der Parkwiese eine Baude errichtet.
Park und Schloss Daubitz befinden sich derzeit in Privatbesitz und sind nicht öffentlich zugänglich.